# Nacionalni park Arly
Nacionalni park Arly, poznat i kao Nacionalni park Arli, je nacionalni park na samom jugoistoku Burkine Faso, te se na zapadu nastavlja na Rezervat prirode Singou, a na jugu na Nacionalni park Pendjari u Beninu. Smješten je od prostranih šuma rijeke Arli do savana i pješčanih brda rijeke Pendjari na gorju Gobnangou. Površine je 760 km², što ga čini najvećim nacionalnim parkom u državi. Osnovan je 13. prosinca 1954. kao rezervat faune, a od 2009. godine je zaštićen i Ramsarskom konvencijom o zaštiti močvara.
Nacionalni park Arly danas je sklonište za brojne vrste sisavaca, među kojima je oko 200 slonova (Loxodonta africana), 200 vodenkonja (Hippopotamus amphibius) i 100 lavov. Tu se također mogu pronaći i bivoli (Syncerus caffer), pavijani, crveni i zeleni majmuni, neke vrste antilopa (Alcelaphus buselaphusa, močvarna antilopa, konjska antilopa i Dujker antilope).
God. 2008. EU je financirala projekt ECOPAS (fr. Ecosystèmes Protégés en Afrique Soudano-Sahélienne) kojim su tri parka Nigera, Burkine Faso i Benina ujedinjena zajedničkom upravom u W regionalni park (fr. Parc Regional W).
God. 2017. UNESCO je u još od 1996. godine zaštićeno područje Nacionalnog parka W uključio Nacionalni park Pendjari (Benin) i Nacionalni park Arly, stvorivši golemo zaštićeno područje od 1.494.831 ha poznato kao W-Arly-Pendjari kompleks koje je upisano na popis mjesta svjetske baštine u Africi jer "predstavlja važan ekosustav biogeografskih pokrajina zapadnoafričkih šuma/savana.